# A-клас

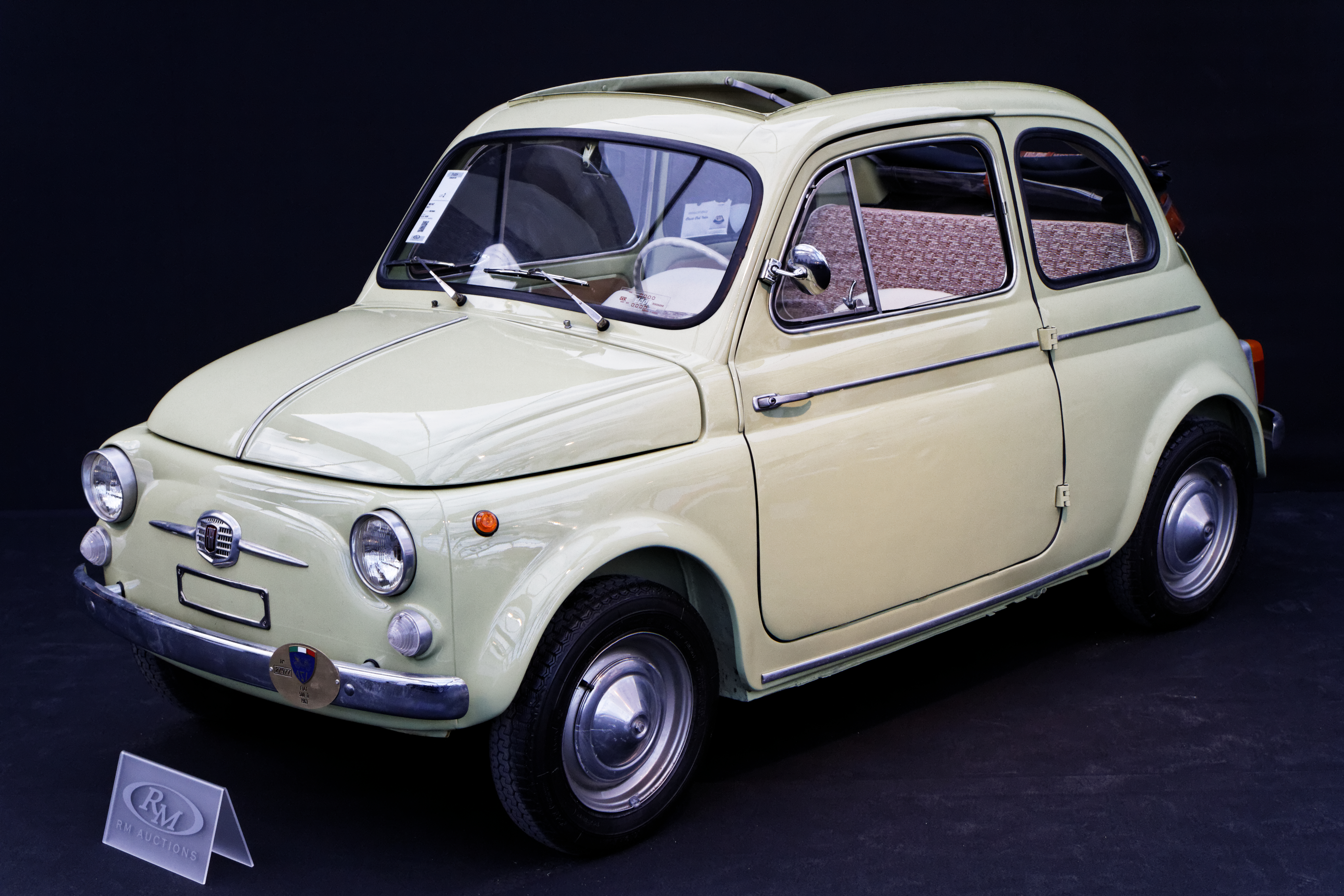
Fiat 500 (1957–1975)

A-клас є категорією в системі класифікації пасажирських автомобілів, визначеною Європейською Комісією. Використовується для міських автомобілів і визначається як найменша категорія легкових автомобілів. У Європі також використовується термін «міський автомобіль» (city car). 
Популярність класу збільшилася в кінці 1950-х років завдяки запуску в серію Fiat 500 та BMC Mini. Станом на 2017 рік продажі A-класу становлять 8% ринку Європи. [відсутнє в джерелі]

## Продажі
У Сполучених Штатах автомобілі A-класу становили 0,8% ринку, а в класі домінували Mini та Fiat 500.
У Індії, традиційно автомобілі A-класу мали найвищі продажі. Проте за останні роки продажі почали скорочувалися, зменшившись із 70,000 на місяць у 2014 році до 47,000 на місяць у 2016 році.
У Італії автомобілі A-класу склали 36,8 відсотків продажів у першій половині 2018 року.

## Поточні моделі
На 2020 рік у 5-ку найбільш продаваних автомобілів A-класу в Європі входять Fiat Panda, Fiat 500, Toyota Aygo, Renault Twingo та Volkswagen up!.

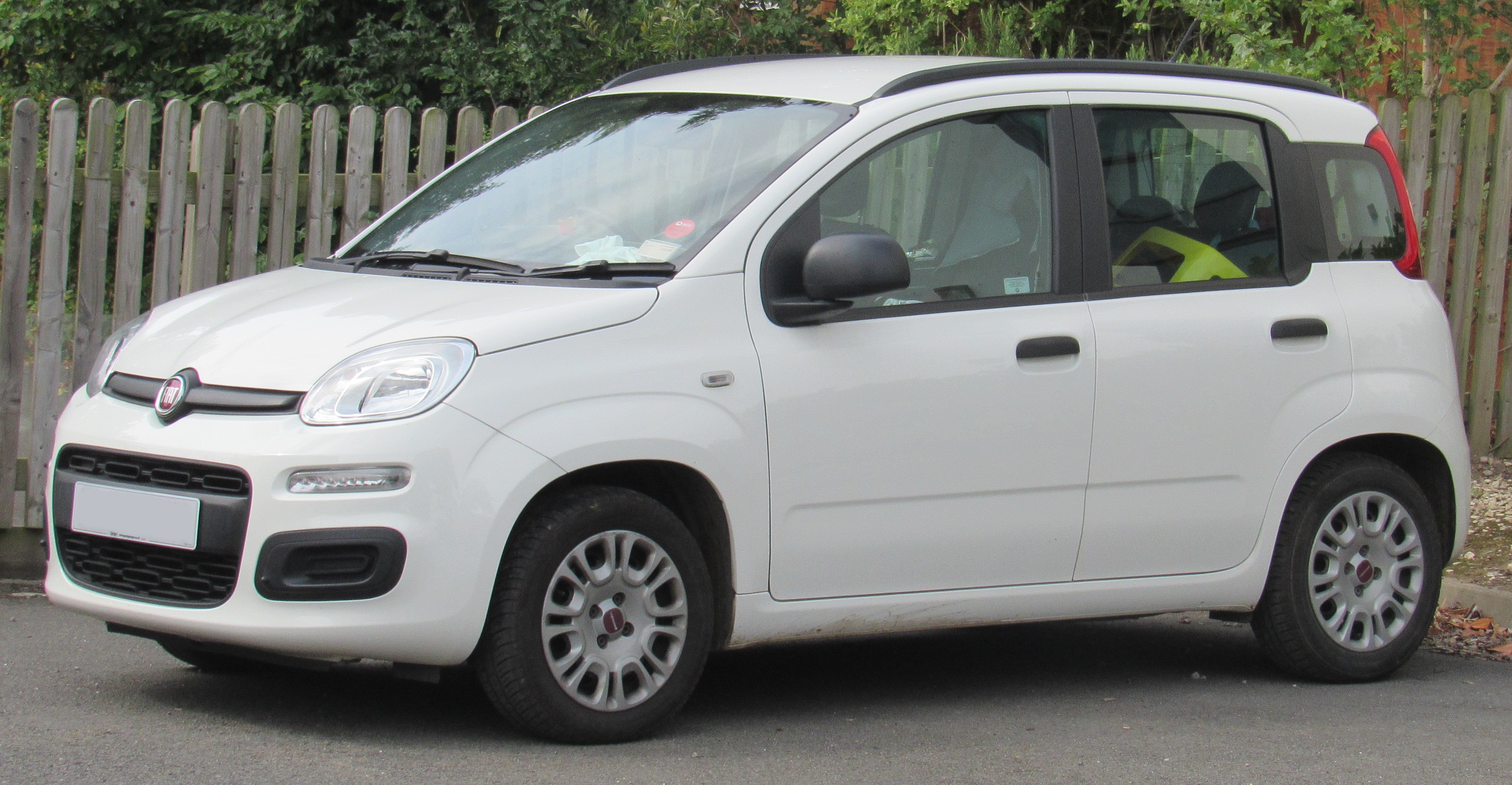
Fiat Panda 3 покоління (2011–донині) Зроблено в Італії
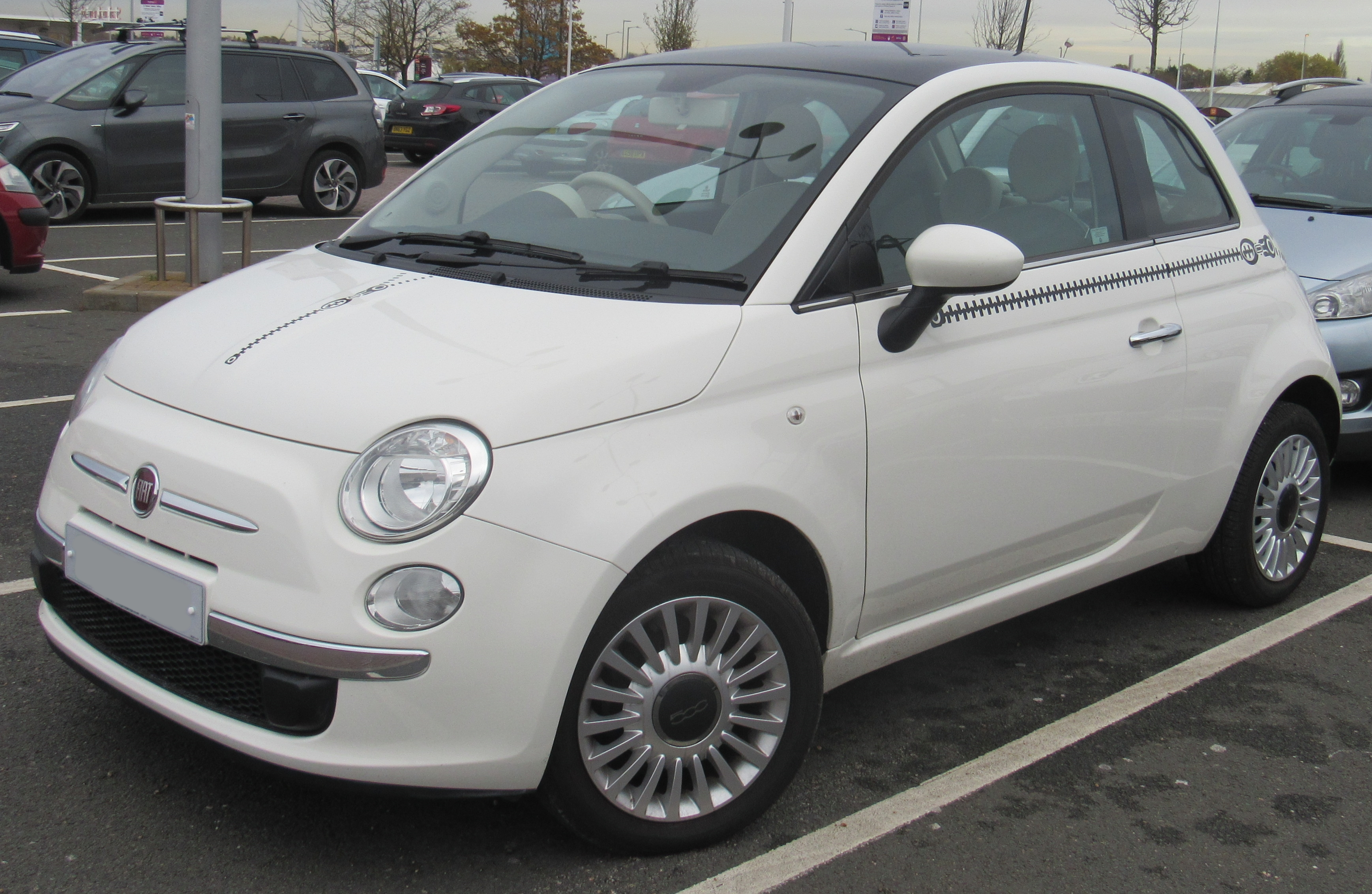
Fiat 500 1 покоління (2007–донині) Зроблено в Польщі
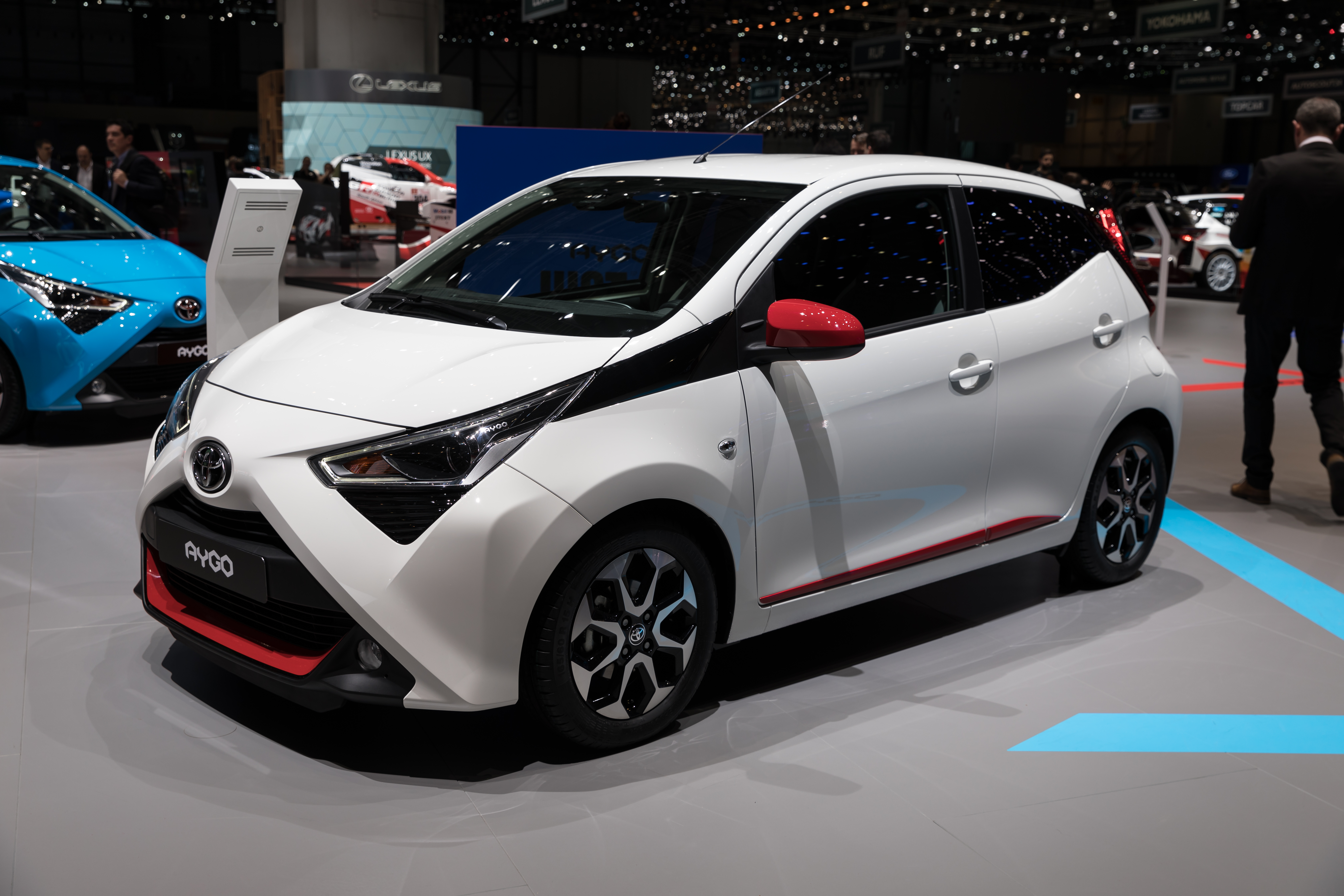
Toyota Aygo 2 покоління (2014–2022) Зроблено в Чехії
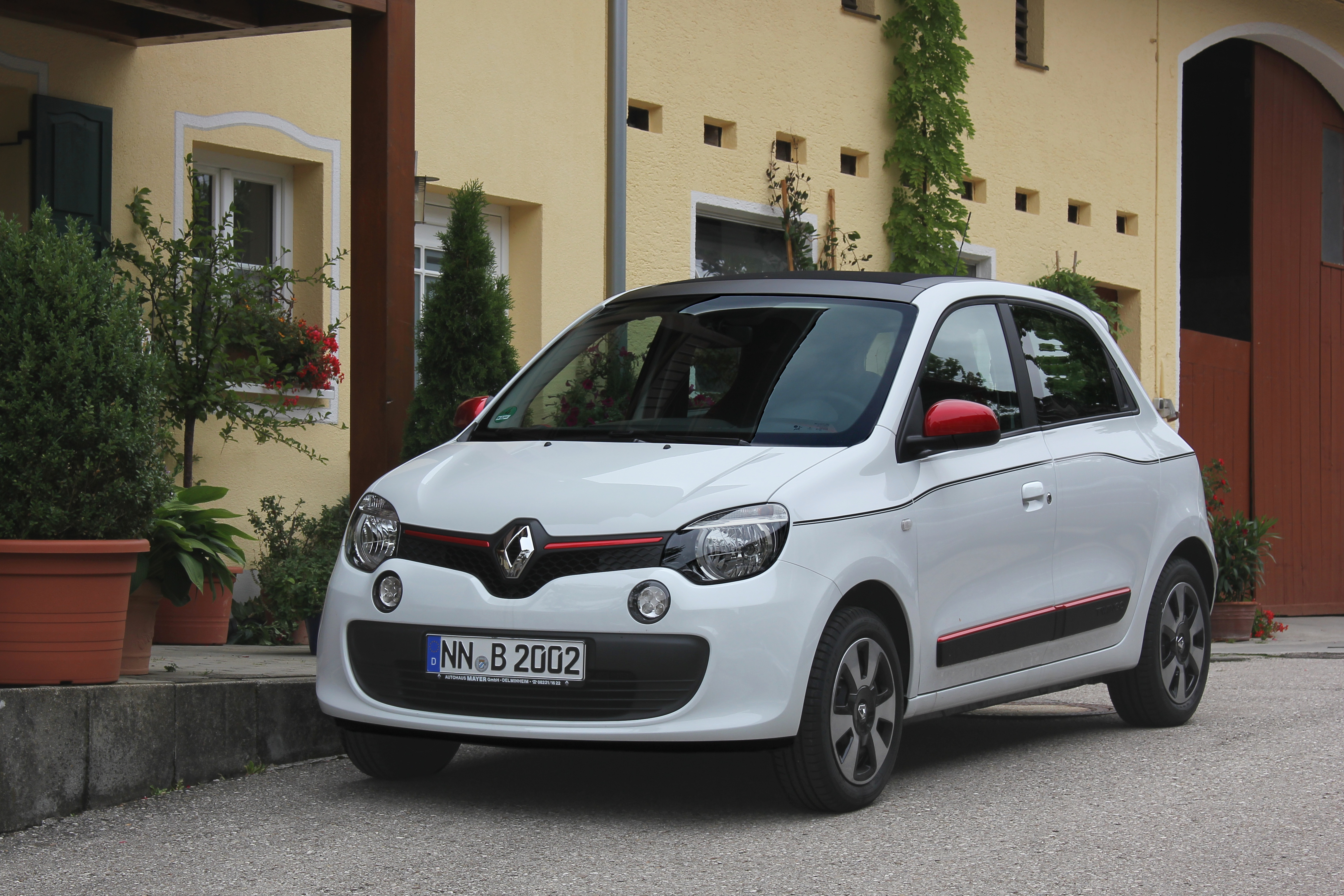
Renault Twingo 3 покоління (2014–донині) Зроблено в Словенії
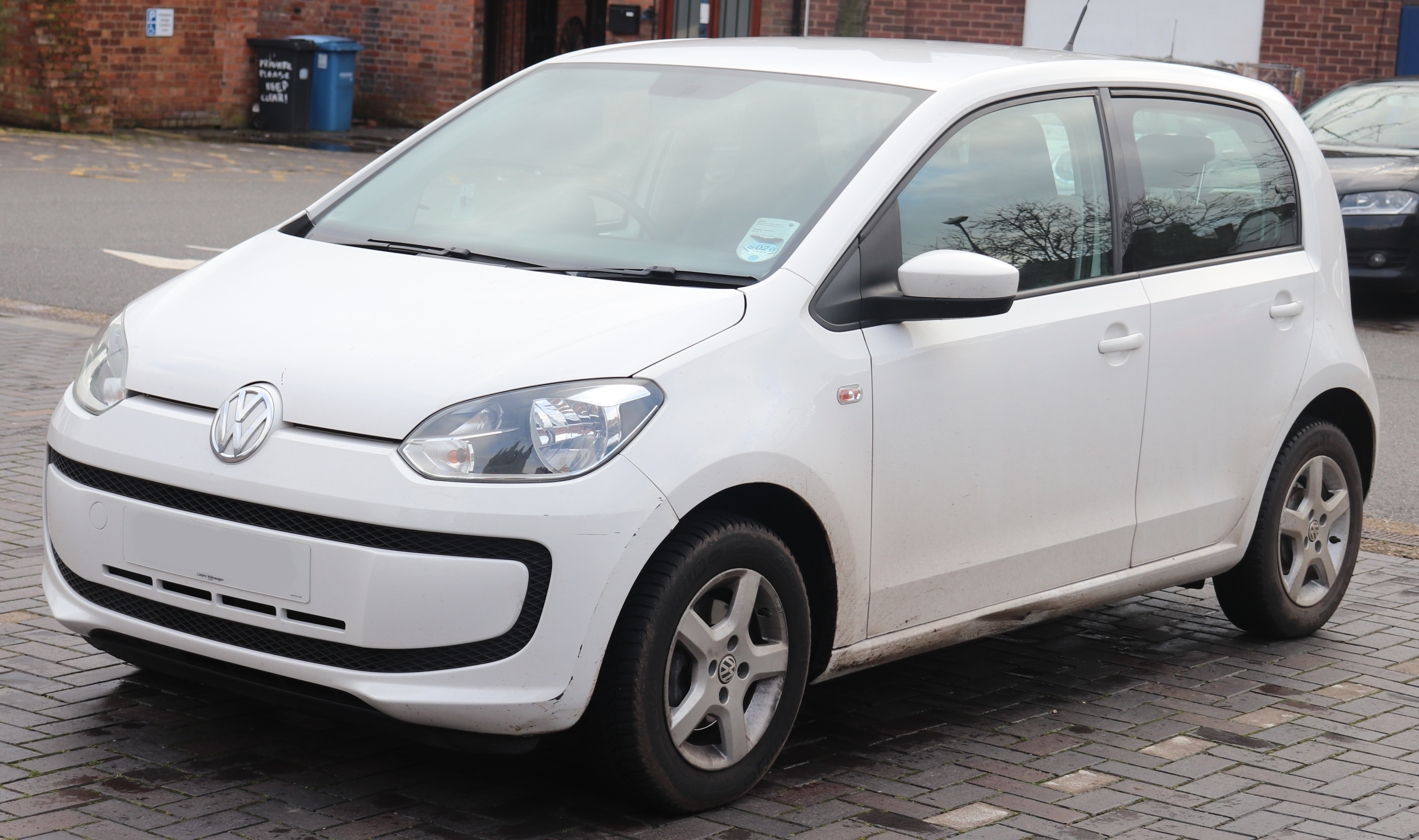
Volkswagen Up! 1 покоління (2011–2023) Зроблено в Словаччині

## Див. Також
- Європейська класифікація легкових автомобілів
- Класифікація автомобільного транспорту
- Класифікація легкових автомобілів
- Кей-кар
- Мікроавтомобіль